# Limnodynastes terraereginae
Limnodynastes terraereginae är en groddjursart som beskrevs av Fry 1915. Limnodynastes terraereginae ingår i släktet Limnodynastes och familjen Limnodynastidae. IUCN kategoriserar arten globalt som livskraftig. Inga underarter finns listade i Catalogue of Life.